# بلزن (برگن)
بلزن (به آلمانی: Belsen) یک منطقهٔ مسکونی در آلمان است که در برگن (منطقه سله) واقع شده‌است. بلزن ۳۳۱ نفر جمعیت دارد.